# 国連アカデミック・インパクト
国連アカデミック・インパクト（United Nations Academic Impact）とは、2010年11月18日に発足した、国際連合広報局 (DPI) のアウトリーチ部が担当するプログラム。

## 原則
1. 国連憲章の原則を推進し、実現する
2. 探求、意見、演説の自由を認める
3. 性別、人権、宗教、民族を問わず、全ての人に教育の機会を提供する
4. 高等教育に必要とされるスキル、知識を習得する機会を全ての人に提供する
5. 世界各国の高等教育制度において、能力を育成する
6. 人々の国際市民としての意識を高める
7. 平和、紛争解決を促す
8. 貧困問題に取り組む
9. 持続可能性を推進する
10. 異文化間の対話や相互理解を促進し、不寛容を取り除く （2010-）

## 日本との関係
日本では、「国連アカデミック・インパクトJapan」として活動しており、国内の複数の大学がプログラムに参加している。
参加大学（公式サイト掲載順）
- 九州大学
- 明治大学
- 早稲田大学
- 中央大学
- 大阪商業大学
- 関西学院大学
- 桜美林大学
- 事業創造大学院大学
- 愛媛大学
- 東北大学
- 文教大学
- 南山大学
- 立教大学
- 国際大学
- 埼玉大学
- 秀明大学
- 麗澤大学
- 龍谷大学短期大学部
- 津田塾大学
- 法政大学
- 東京外国語大学
- 活水女子大学
- 鶴見大学
- 摂南大学
- 上智大学
- 杏林大学
- 慶應義塾大学
- 創価大学
- 大阪大学
- 明治学院大学
- 千葉商科大学
- 松蔭大学
- 関西医科大学
- 神戸市外国語大学
- 星槎大学
- 群馬県立女子大学
- 山口県立大学
- 立命館大学
- 京都大学大学院
- 青山学院大学
- 東京大学
- 国際基督教大学
- 星槎道都大学
- 武蔵大学
- 長岡技術科学大学
- 京都教育大学
- 武蔵野大学
- 関西大学
- 岡山大学
- 獨協大学
- 大阪市立大学
- 大阪電気通信大学
- 大阪府立大学
- 近畿大学
- 関西福祉科学大学
- 広島大学
- 大阪工業大学
- 大阪学院大学
- 豊橋技術科学大学
- 滋賀県立大学
- 三重大学
- 岩手県立大学
- 福岡女学院大学
- 羽衣国際大学
- 北九州市立大学
- 日本福祉大学
- 常磐大学
- 大阪経済大学
- 城西国際大学
- 追手門学院大学
- 京都芸術大学
- 事業構想大学院大学
- 奈良先端科学技術大学院大学
- 東京都立大学
- 昭和大学
- 開志専門職大学
- 大妻女子大学
- 聖マリアンナ医科大学
- 長野県立大学
- 大阪観光大学
- 日本ウェルネススポーツ大学
- 兵庫県立大学
- 宇都宮大学
- 名古屋大学